# Balsam-Wolfsmilch

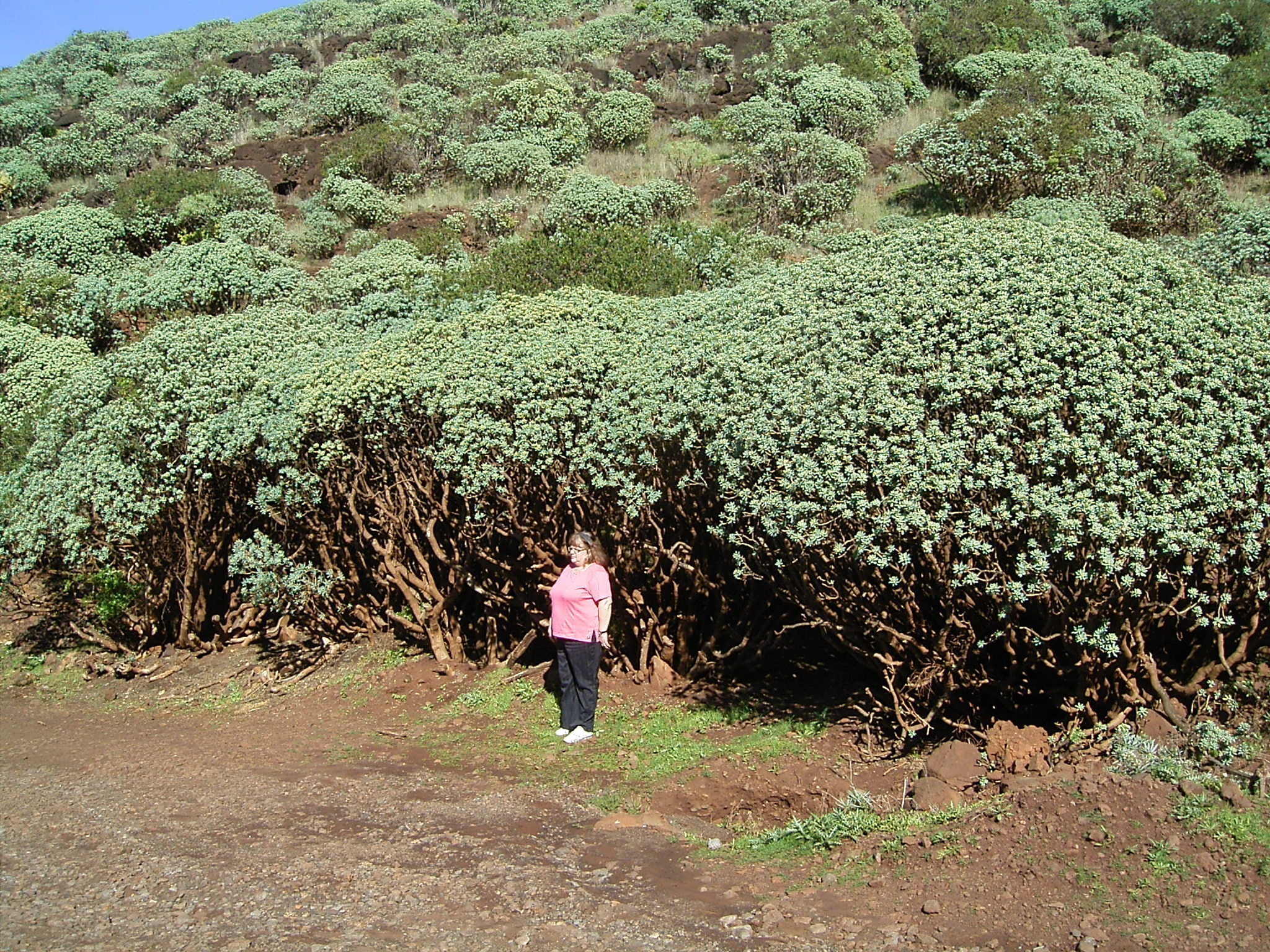
Mannshohe Büsche der Balsam-Wolfsmilch auf La Palma

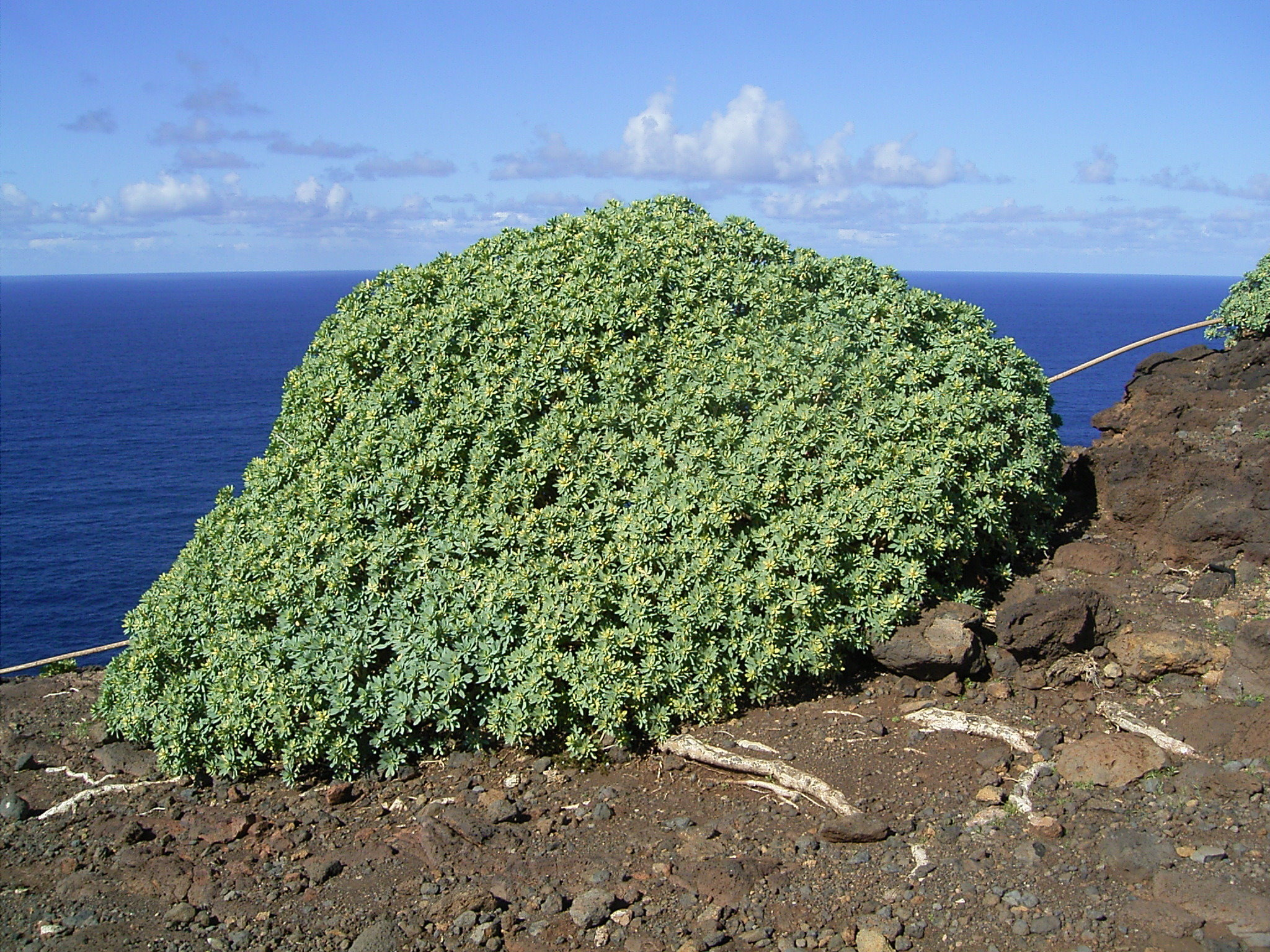
Busch der Balsam-Wolfsmilch, La Palma

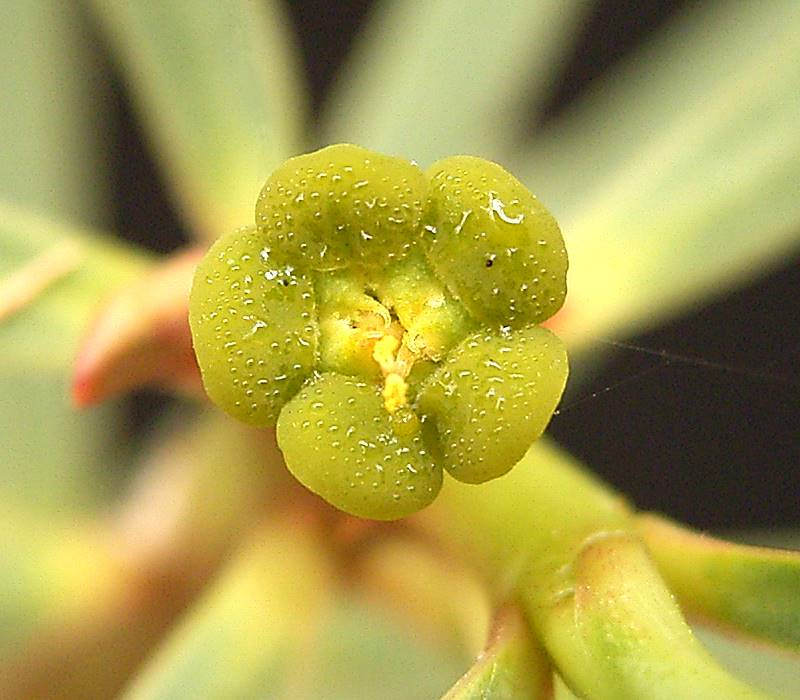
Cyathium von Euphorbia balsamifera

Die Balsam-Wolfsmilch (Euphorbia balsamifera) (span. „Tabaiba dulce“) ist eine Pflanzenart aus der Gattung Wolfsmilch (Euphorbia) in der Familie der Wolfsmilchgewächse (Euphorbiaceae). Sie ist ein charakteristisches Element der Küstenzone der Kanaren. Es ist das Natursymbol von Lanzarote.

## Merkmale
Die Balsam-Wolfsmilch ist ein stark verzweigter, halbsukkulenter Strauch, der eine Wuchshöhe von 5 m erreichen kann. Es kann auch ein kurzer Stamm ausgebildet werden, die Wuchsform ist häufig halbkugelig oder fast kugelig. An windexponierten Standorten sind die Sträucher häufig mehr oder weniger an den Boden angedrückt. Das Astwerk ist kräftig und grau gefärbt, mit quersitzenden Blattnarben bedeckt. Die Blätter sind linealisch-lanzettlich und messen 8 × 0,8 cm. Die Blätter sitzen an den Triebenden schopfig gedrängt. Die Blätter sind graugrün, die obersten, kleineren Blätter hellgrün. In Trockenzeiten werden die Blätter abgeworfen. Am Triebende sitzt ein einzelnes Cyathium (auch mit kurzem Stiel) mit fünf braunroten oder gelblichen, breitelliptischen Nektardrüsen. Das Cyathium misst 6 mm im Durchmesser. Die Samenkapsel hat 1 cm im Durchmesser, ist rötlich und behaart. Die Samen besitzen eine glatte Oberfläche und sind fast kugelig (3 × 2,8 mm).
Die Chromosomenzahl beträgt 2n = 20 für beide Unterarten.

## Inhaltsstoffe
Der weiße Milchsaft gilt als ungiftig.

## Systematik und Verbreitung
Euphorbia balsamifera gehört zur Sektion Balsamis der Untergattung Athymalus.
Man kann zwei Unterarten unterscheiden:
- Die Unterart Euphorbia balsamifera subsp. balsamifera (Syn.: Euphorbia balsamifera subsp. rogeri (N.E.Br.) Guinea, Euphorbia balsamifera subsp. sepium (N.E.Br.) Maire): kommt auf den Kanarischen Inseln und von Westafrika (Senegal, Mauretanien, Burkina Faso, Mali, Niger) bis zum Tschad[4] vor. Auf den Kanaren ist sie eine der Charakterarten der Küstenzone. Sie bilden in dieser Zone oft größere Bestände.
- Das Vorkommen der Unterart Euphorbia balsamifera subsp. adenensis (Deflers) P.R.O.Bally (Syn.: Euphorbia adenensis Deflers) erstreckt sich vom Sudan bis in den Süden der Arabischen Halbinsel und der Insel Abd al-Kuri.[4] Sie kommt dort in felsigen, kalk- oder gipshaltigen Böden vor, die mit niedrigem Buschwerk bewachsen sind. Sie wächst dort auf 900 bis 1550 m Höhe. Die Büsche sind mit etwa 1 m Höhe deutlich kleiner als bei der anderen Unterart. Auch die Blätter sind etwas kleiner und besitzen eine leicht unterschiedliche Form (verkehrt-eiförmig).